# 室井力
室井力（むろい つとむ、1930年11月1日 - 2006年6月8日）は、日本の法学者。名古屋大学名誉教授。専攻は行政法。住民のための地方行政改革を唱え、情報公開条例のモデルを提示した。
岡山県出身。岡山大学法文学部卒業。1962年京都大学大学院法学研究科博士課程修了。同年、法学博士（論文博士・京都大学）取得。68年名古屋大学法学部教授。93年定年退官、名誉教授、名古屋経済大学教授。2001年退職。

## 著書
- 『特別権力関係論 ドイツ官吏法理論史をふまえて』勁草書房 1968
- 『現代行政法の原理』勁草書房 1973
- 『現代行政法の展開』有斐閣 1978
- 『公務員の権利と法』勁草書房 1978 現代法選書
- 『行政改革の法理』学陽書房 1982 法学選書
- 『室井力が語る行政法再入門 行政法の基本原理・行政組織法編』地方自治総合研究所 1988 自治総研叢書
- 『行政の民主的統制と行政法』日本評論社 1989
- 『市民のための地方行政改革』日本民主法律家協会大阪支部編 東方出版 1991 東方ブックレット 地方自治体の現状と展望をさぐる
- 『公共性論と自治体立法の展開 市民的生存権的視点から』地方自治総合研究所 1992 自治総研ブックレット
- 『自治体情報公開のすすめ モデル条例とその活用』旬報社 1999

## 共編著
- 『行政法判例』広岡隆,塩野宏共編 1971 有斐閣双書
- 『行政法判例集 演習研究』兼子仁共編 学陽書房 1973
- 『行政法の基礎』杉村敏正共編 青林書院新社 1977 基礎法律学大系
- 『教育法の基礎』鈴木英一共編 青林書院新社 1978 基礎法律学大系
- 『行政法を学ぶ』塩野宏共編 1978 有斐閣選書
- 『地方公務員法』青木宗也共編 日本評論社 1978 別冊法学セミナー
- 『地方自治法』兼子仁共編 日本評論社 1978 別冊法学セミナー
- 『コンメンタール地方自治法』杉村敏正共編 勁草書房 1979
- 『行政事務再配分の理論と現状』編著 勁草書房 1980
- 『行政法』下山瑛二共編 青林書院新社 1980
- 『現代行政法入門』編 法律文化社 1981-82 現代法双書
- 『臨調行革の構図』関恒義共編 大月書店 1982
- 『行政改革と公務員の権利』片岡曻共編 法律文化社 1985
- 『現代地方自治法入門』原野翹共編 法律文化社 1985 現代法双書
- 『行政救済法』編 日本評論社 1986 別冊法学セミナー
- 『講座地方自治と住民 暮らしのなかの権利を考える』編 新日本出版社 1988
- 『行政法100講』編著 学陽書房 1990 法学基本講座
- 『資料現代行政法』編 法律文化社 1991-92
- 『行政法 基礎演習』市橋克哉共編 有斐閣 1993
- 『地方自治体と行政手続』紙野健二共編著 新日本法規出版 1996
- 『行政手続法・行政不服審査法』芝池義一,浜川清共編著 日本評論社 1997 コンメンタール行政法
- 『教育基本法歴史と研究』川合章共編 新日本出版社 1998
- 『新現代地方自治法入門』原野翹共編 法律文化社 2000 現代法双書
- 『新現代行政法入門』編 法律文化社 2001-04 現代法双書
- 『日本における地方自治の探究』大石嘉一郎,宮本憲一共著 大月書店 2001
- 『現代自治体再編論 市町村合併を超えて』編 日本評論社 2002 自治問題研究叢書
- 『住民参加のシステム改革 自治と民主主義のリニューアル』編 日本評論社 2003 自治問題研究叢書
- 『行政事件訴訟法・国家賠償法』芝池義一,浜川清共編著 日本評論社 2004 コンメンタール行政法

## 記念論集
- 『現代行政法の理論 室井力先生還暦記念論集』神長勲ほか 法律文化社、1991
- 『公共性の法構造 室井力先生古稀記念論文集』神長勲,紙野健二,市橋克哉編 勁草書房、2004
- 『行政法の原理と展開 室井力先生追悼論文集』紙野健二、白藤博行、本多滝夫編 法律文化社、2012 ISBN 978-4-589-03475-5

## 参考
- 日本人名大事典『室井力』 - コトバンク